# تفاح البرتقال الذهبي
تفاح البرتقال الذهبي بالإنجليزية جولدن أورانج Golden Orange 
هو صنف تفاح تم تطويره لأول مرة في إيطاليا في السبعينيات من القرن الماضي (سنة 1996) عن طريق دمج جيني PRI 1956-6 وتفاح إد جولد جولدن Gould Golden. م النشاط المعتدل.
هي فاكهة ناعمة وتشبه في شكلها الخارجي البرتقال، موسم ازهارها متوسط إلى متأخر، كما أنها كبيرة الحجم (حوالي 167 جم) وناظرة، قشرتها ناعمة وفاقعة اللون، وهي مقاومة للتلف.

## معلومات سجلية
GOLDEN ORANGE تفاح البرتقال الذهبي هي عبارة عن مجموعة متنوعة مسجلة في سجل الاتحاد الأوروبي ]: تحت رقم:
- رقم الصنف: 10182
- تاريخ التسجيل: 06/26/1998
- مقدم الطلب: C.R.A.-FRU